# Белькола, Саид
Саид Белькола (30 августа 1956, Тифлет, Khémisset Province — 15 июня 2002, Рабат) — футбольный арбитр из Марокко, наиболее известный как арбитр чемпионата мира по футболу 1998, где судил финальный матч между сборными Бразилии и Франции.
Первый судья из Африки, который судил финал чемпионата мира по футболу.
Работал в Фесе госслужащим на таможне.
Международная карьера Бельколы началась в 1993 году. Первым международным для него матчем был товарищеский матч между сборными Франции и Англии в рамках французского турнира в 1997 году. Кроме того, он был одним из ключевых рефери Кубка Африки в 1996 и в 1998 годах, отсудив два матча в каждом из турниров. Он судил финал чемпионата мира по футболу 1998, и кроме того судил два матча группового раунда: Германия — США и Аргентина — Хорватия.
Умер 15 июня 2002 года от рака. Был похоронен в Тифлете.